# 샤루즈 (배우)
샤루즈(중국어: 夏如芝, 한어 병음: Xià Rúzhī, 웨이드-자일스: Hsia Ju-Chih, 한자음: 하여지, 영어: Cherry Hsia 체리 샤[*], 1982년 11월 12일 ~ )는 중화민국의 배우이다.

## 생애
타이베이시의 타이베이현에서 태어났다.